# Isola Vanier
L'isola Vanier è una piccola isola dell'arcipelago artico canadese, appartenente al territorio del Nunavut, in Canada.

## Geografia
Con una forma pressoché ovale, ha una superficie totale di 1126 km². È formata da una serie di piccole colline alte circa 200 metri sul livello del mare. La massima altitudine è raggiunta sull'isola ad Adam Range, che fa parte della Cordigliera Artica.
È la terza isola più grande nel gruppo dell'isola Bathurst, dopo quest'ultima e l'isola Cameron. È una delle isole che costituiscono il bordo occidentale del braccio di mare di Erskin. Vanier si trova a sud dell'isola Cameron dalla quale è separata soltanto dallo stretto di Arnott (che ha una larghezza massima di 3,75 km) e a nord della minore isola Massey dalla quale è invece separata dallo stretto di Pearse, largo 2 km.

## Storia
Il primo a scoprire l'isola fu Robert D. Aldrich, nel 1851. L'isola prende il nome dal diciannovesimo Governatore generale del Canada Georges Vanier.
Soltanto dal 1947, sorvolando l'area, si è determinato definitivamente il carattere insulare di quest'isole e di quelle vicine, che erano all'epoca invece considerate tutte insieme una sorta di penisola occidentale dell'isola Bathurst.